# موسوعة علائی
موسوعة علائية، وهي موسوعة كتبها ابن سينا بالفارسية، في خمسة علوم؛ يصبح المنطق الطبيعة (المعرفة الدنيا) للجسد والموسيقى وما هو خارج الطبيعة (المعرفة الخارقة للطبيعة).

## لغة الكتاب
هذا العمل بالفارسية وقد حاول ابن سينا استخدام الكلمات الفارسية الخالصة قدر المستطاع. [بحاجة لمصدر]

## الاسم العربي
هذا لديه اسم عربي من اجل علاء الدولة ابوجعفر؛

## وقت الكتابة
كتب ابن سينا هذه الموسوعة بين 413 و428 ليشكر دعم حاكم أصفهان آنذاك، أبو جعفر، عدو زيار، الملقب بعلاء الدولة كاكويه، ولهذا السبب تم تسميته موسوعة العلائية.

## قسم مفقود
الجزء الرياضي من هذا العمل مفقود.

## سبب التأليف
عندما عاش ابن سينا في أصفهان مع حاكم تلك المنطقة علاء الدين كاكويه، صرح علاء كاكويه أنه غير قادر على فهم الفلسفة بسبب الطبيعة العربية لكتب الحكمة، وطلب من بوعلي أن يكتب كتابًا باللغة الفارسية لأفهم الفلسفة. «إذا كنت عالمًا فارسيًا مبكرًا، لكان بمقدوري أن أعرف» ولكن أولئك الذين يعرفون أن كاكويه لم يشموا الحكمة بعد هذه التركيبة «ولم يتمكنوا من العثور على أي باب منها». على أي حال، مع هذا الادعاء، أصبحت أحد أكثر الكتب الفارسية منهجية وتنقيحًا للحكمة المتغيرة. اسم هذا الكتاب يسمى موسوعة العلاي أو الحكمة العليا. إن أهم جزء من الموسوعة، وهو أهم جزء في الفلسفة، هو اللاهوت. وبحسب مؤلف العمل، «يجب أن تتشكل مبادئ جميع العلوم في هذا العلم ويجب أن يتعلموا هذا العلم في النهاية، على الرغم من أنه هو الأول بالفعل»

## الأقسام
من أجزاء مختلفة من الكتاب في ثلاثة أجزاء من المنطق وعلم الكلام والفيزياء كتاباته ابن سينا تراث الصورة ومجالات الرياضيات بما في ذلك الهندسة، مجلس والاعتماد في نفس الوقت ذهب إلى أبو عبيد جوزجاني بعد وفاة ابن سينا من الكتابات الأخرى وقد لخص.
الجزء الأول من الكتاب عن المنطق والجزء الثاني يسمى فلسفة برين حول اللاهوت. يحتوي هذا الكتاب على العديد من المخطوطات. تم تصحيح الكتاب وتحريره عام 1315 بواسطة أحمد الخراساني. كما قام د. محمد معين بتصحيح هذا الكتاب.

## بعض جملاته
يقول بو علي سينا في منطق الموسوعة: كان هذا تشبيهًا، لأنه كلما تم قبول هذين الاقتراحين وتقديمهما، هناك حاجة إلى بيان آخر من هنا يتم فيه سرد كل هيئة، وكما لو أن شخصًا ما يقول أنه إذا تم توضيح العالم، فسيتم سرد العالم، ولكن يتم توضيح العالم. »

## تأثير
تأثر أبو حامد محمد الغزالي بشكل كبير بالموسوعة في تجميع كتاب مقاصد الفلاسفة، وهو وصف لآراء المتعصب، وقد ترجم مقاطع من الكتاب إلى اللغة العربية.

## استفسارات تعتمد
- ابن سينا
- نوايا فلسفية
- الإشارات والتنبيهات